# Polygala transvaalensis
Polygala transvaalensis är en jungfrulinsväxtart. Polygala transvaalensis ingår i släktet jungfrulinssläktet, och familjen jungfrulinsväxter.

## Underarter
Arten delas in i följande underarter:
- P. t. kagerensis
- P. t. transvaalensis